# Bethmannpark

Das Bethmannsche Gartenhaus

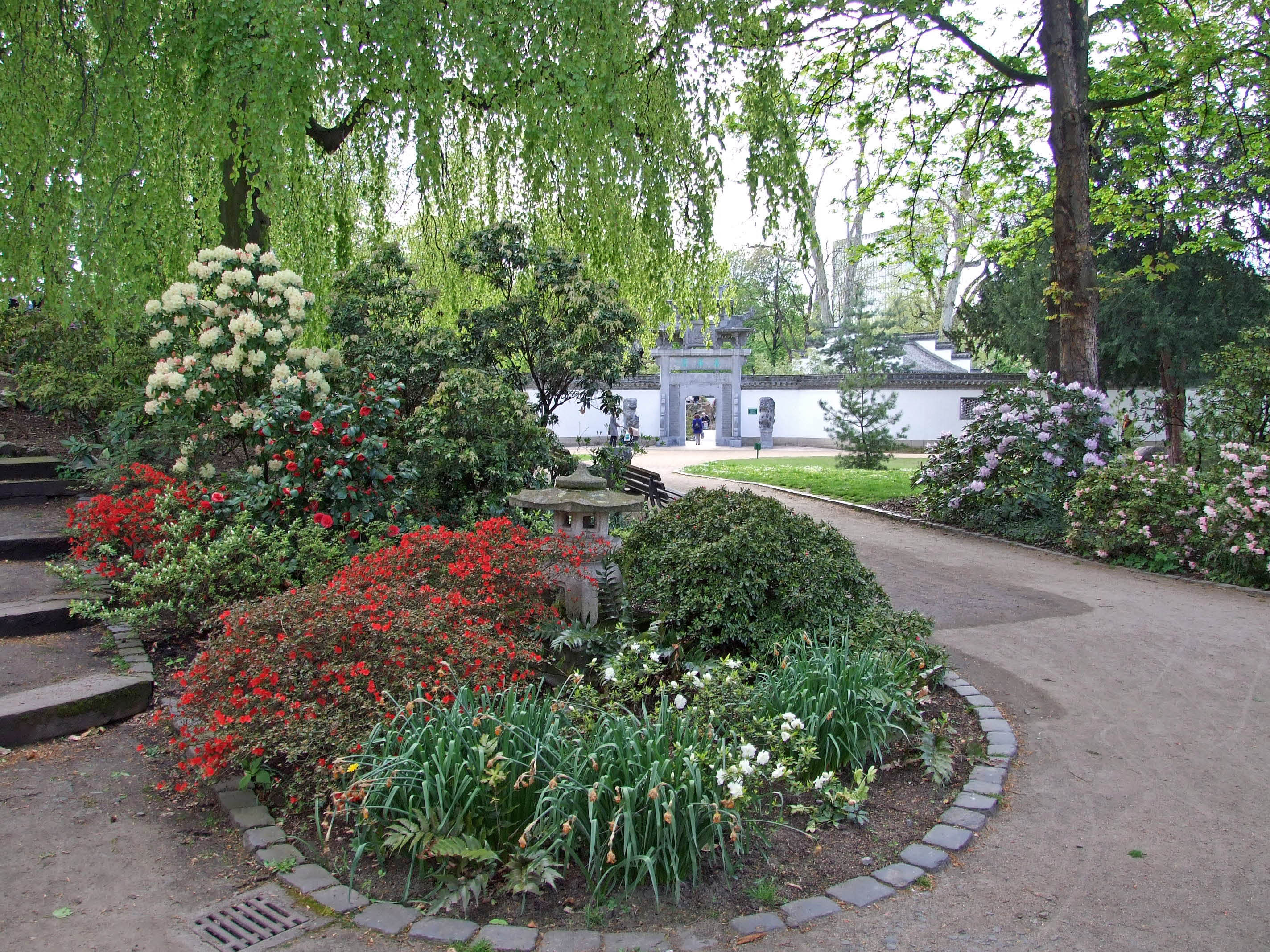
Südseite mit Eingang zum Garten des Himmlischen Friedens im Hintergrund

Der Bethmannpark ist eine 3,1 Hektar große Grünanlage in Frankfurt am Main. Der Park liegt in einem Dreieck zwischen Friedberger Landstraße, Berger Straße und Mauerweg im östlichen Teil des Stadtteils Nordend, außerhalb der Wallanlagen. Der Name des Parks leitet sich von der Frankfurter Familie Bethmann ab.

## Geschichte
Im Jahr 1783 erwarb Johann Philipp Bethmann einen Garten „vor dem Tore“, dem Friedberger Tor, das zur damaligen Frankfurter Stadtbefestigung gehörte, und legte darin ein Gartenhaus im Rokokostil an. Der Park verzeichnete eine Reihe berühmter Besucher, so im Jahr 1803 König Friedrich Wilhelm III. von Preußen, 1813 Kaiser Napoléon Bonaparte, 1815 Johann Wolfgang von Goethe und 1863, anlässlich des Frankfurter Fürstentages, Kaiser Franz Joseph von Österreich-Ungarn.
Der Park wurde mehrfach nach der neuesten Mode umgestaltet (Rokoko, Englischer Garten, Historismus). Im Jahr 1941 ging er in den Besitz der Stadt Frankfurt über. 1953 wurde er zu einem Schau- und Lehrgarten umgestaltet, als ein „praktischer Ratgeber“ für Blumen- und Pflanzenfreunde.
Seit 1976 steht der Park unter Denkmalschutz. 1989 entstand im südwestlichen Teil ein Chinesischer Garten, der Garten des Himmlischen Friedens.

### Orangerie
Die Orangerie im Bethmannpark wurde 1925 als Kamelienhaus von der Familie Bethmann errichtet.
Ein Teil des Gebäudes wurde im Zweiten Weltkrieg zerstört und danach wieder aufgebaut. Die angebauten Gewächshäuser und Seitengebäude wurden bei der Runderneuerung 2018–2020 abgerissen.

## Fotogalerie

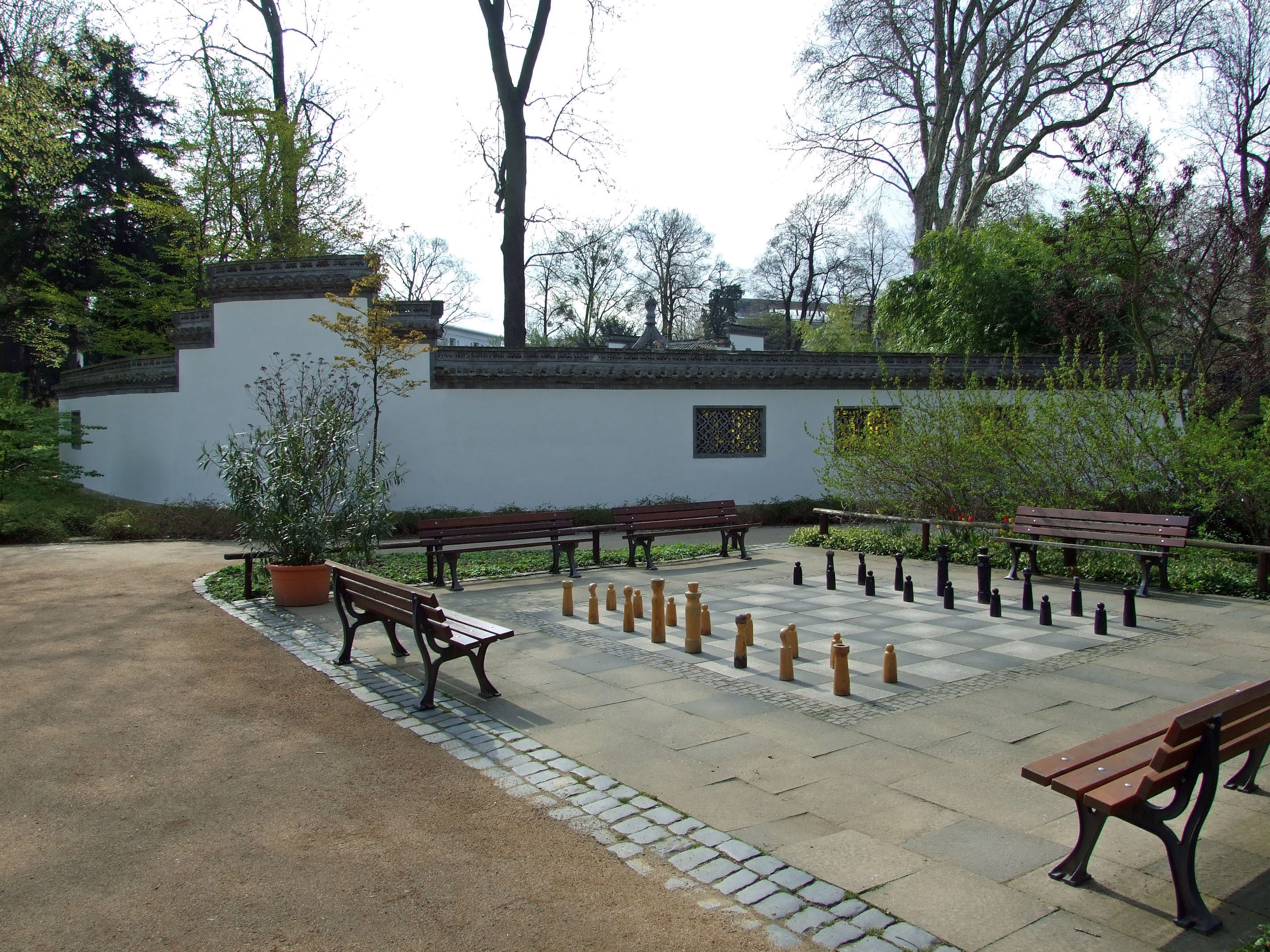
Wenige Meter vom Eingang Friedberger Landstraße, mit der Außenmauer des Chinesischen Gartens im Hintergrund
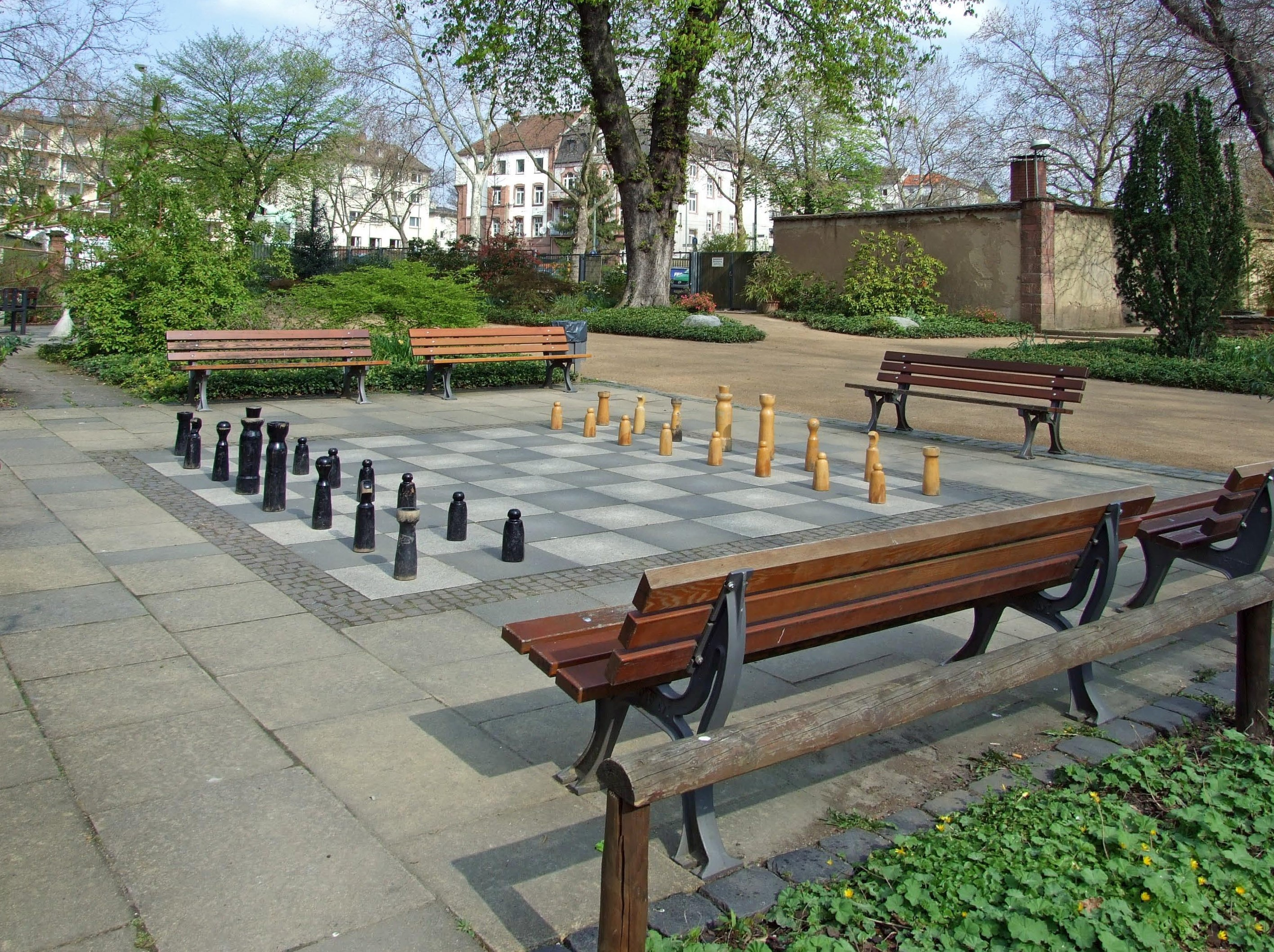
Blick zur Friedberger Landstraße
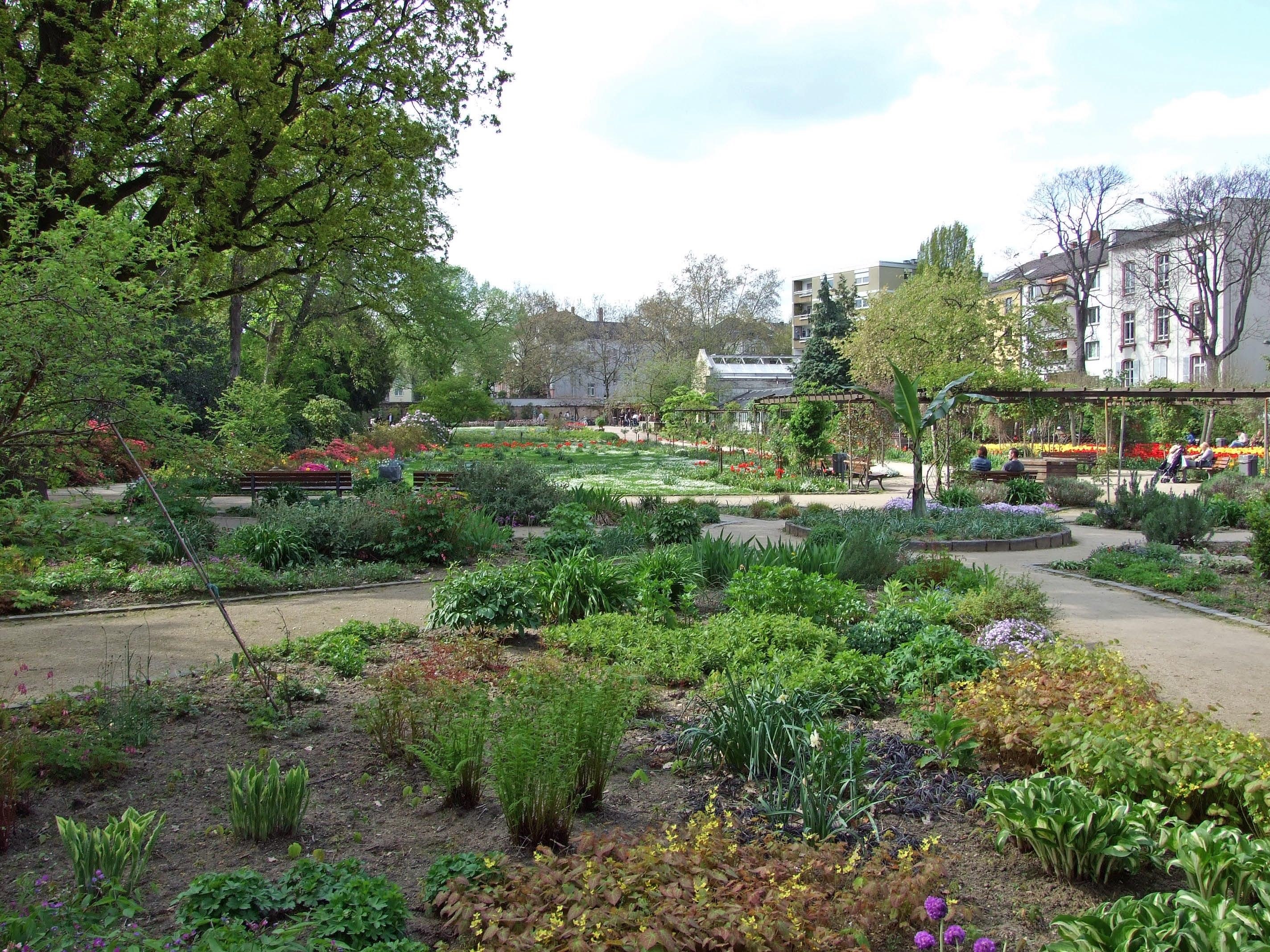
Der nordöstliche Gartenteil, mit Blumenbeeten des Schau- und Lehrgartens.
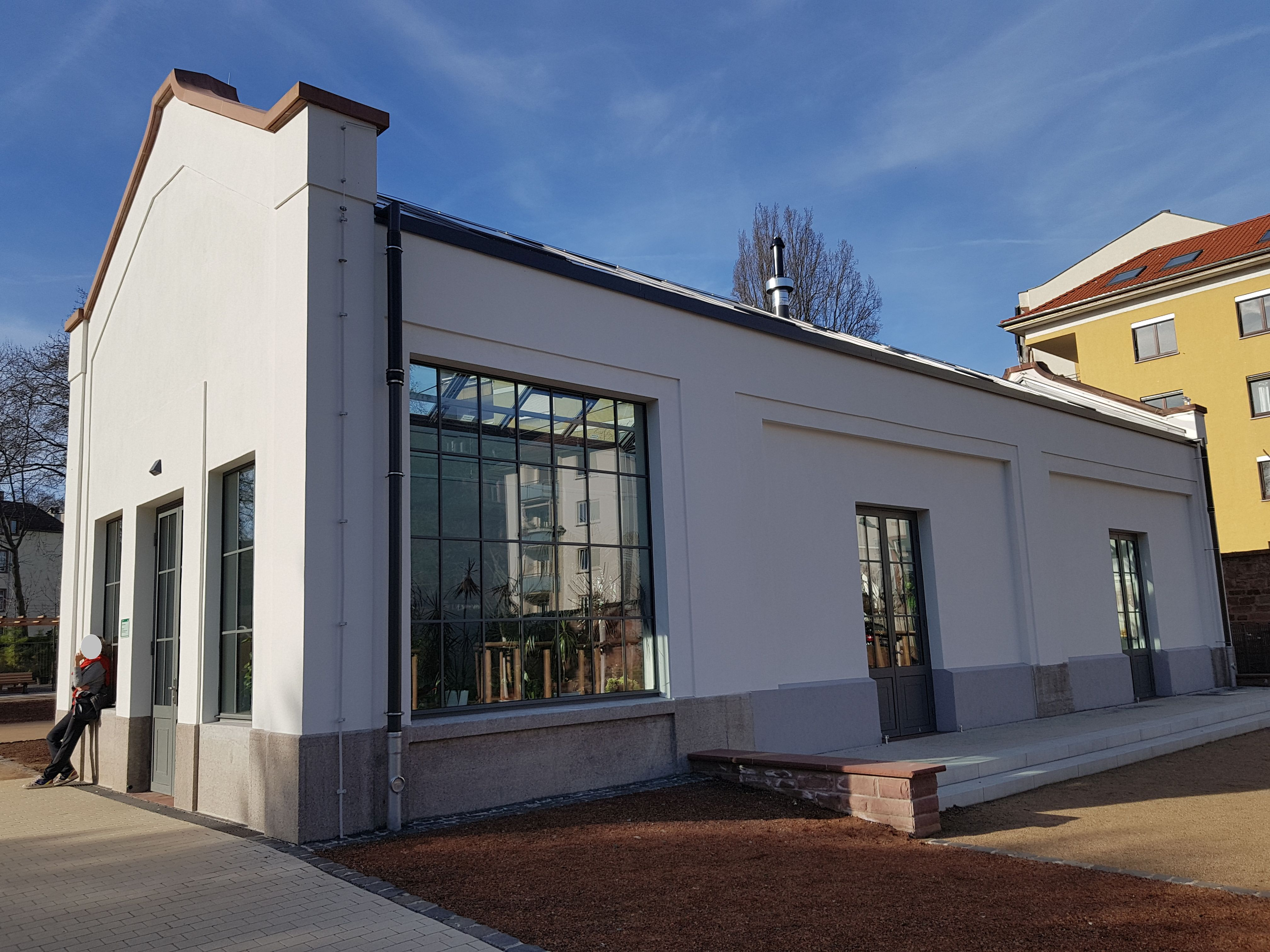
Renovierte Orangerie im Bethmannpark in Frankfurt am Main, März 2020

## Heutige Nutzung
Der Bethmannpark verfügt über einen alten Baumbestand. Der Beratungsgarten des Parks informiert über verschiedene Pflanzenkrankheiten und Baumschädlinge sowie über deren Bekämpfung und gibt Anleitung zur Pflege und Anpflanzung von Bäumen. Im Park befinden sich außerdem ein Freischachfeld und ein Kinderspielplatz. Der Park ist ganzjährig bis zum Einbruch der Dunkelheit geöffnet.

## Verkehrsanbindung
Erreichbar ist der Park von Nordosten her mit der U-Bahn-Linie U4 (U-Bahnhof Merianplatz), von der westlichen Parkseite aus über die Friedberger Landstraße mit der Buslinie 30 sowie mit den Straßenbahnlinien 12 und 18 (Haltestelle Hessendenkmal).